# بوار
بوار (به لاتین: Bouar) یک منطقهٔ مسکونی در جمهوری آفریقای مرکزی است که در نانا-مامبره واقع شده‌است. بوار ۳۹٬۲۰۵ نفر جمعیت دارد و ۱٬۰۴۶ متر بالاتر از سطح دریا واقع شده‌است.